# آن الكييفية
آن الكييفية. (حوالي.1030 - 5 سبتمبر 1075)؛ أصبحت ملكة الفرنجة القرينة بزواجها من هنري الأول، هي ابنة ياروسلاف الحكيم وزوجته الثانية أنجيجيرد أولوسفدوتر السويدية [الإنجليزية]، أصبحت الوصية على ابنها في 1060 حتى زواجها المثير للجدل من رالف الرابع كونت فالوا.

## السيرة الذاتية
آن هي ابنة ياروسلاف الأول أمير كييف المعظم أمير نوفغورود وزوجته إنجيجريد ابنة أولوف سكوتكونونغ ملك السويد، تنتسب آن إلى أسرة روريك السلافية العريقة، أصبحت شقيقاتها متزوجات من هارالد الثالث ملك النرويج وأندراس الأول ملك المجر، تاريخ ولادته الدقيق غير معروف وكذلك ترتيبه بين أخوتها غير معروف أيضا، لا يُعرف سوى القليل عن طفولتها، ومع ذلك يقال أنه حظيت بتعليم شبه جيد، لاحقاً استطعت تعلم الفرنسية استعداداً لزواجها.
جرت مفاوضات زواج آن من الملك هنري عندما كانت في الثامنة عشر عاماً بأواخر الأربعينيات القرن الحادي عشر بعد وفاة زوجة هنري الأولى ماتيلدا الفريزية وطفلها الوحيد، وبسبب الحاجة الملحة لانجاب وريث ورفض الكنيسة المتزايد لزيجات الأقارب، أصبح من الضروري لهنري أن يبحث عن عروس من غير الأقارب، وبما أن روس كييف لم تكن معروفة للفرنسيين، بحيث تمكن ياروسلاف من تزويج العديد من أبنائه للحكام غربيين في محاولة لتجنب نفوذ الإمبراطورية البيزنطية.
بعد إرسال المبعوثين الملك إلى إمارة السلافية للبحث عن العروس المناسبة في خريف 1049 أو ربيع 1050، وافق والدها على الزواج واستطعت آن مغادرة الإمارة مع هدايا ثمينة في صيف أو خريف 1050 ووصلت إلى ريمس، وتزوجت من هنري الذي يكبرها بعشرين عاماً في 19 مايو 1051 خلال عيد العنصرة، وعلى الفور توجت كملكة فرنسا من قبل أسقف كامبريه وبذلك تعتبر أول ملكة توج في كاتدرائية ريمس، بصفتها الملكة كان لا بد أن تحصل على امتياز المشاركة في المجلس الملكي، ومع ذلك تقريباً في 1058 حصلت على امتياز في دير سان مور ديه فوسيه، وفي 1059 دخل هنري في خلاف مع البابا حول قضايا المتعلقة بإصلاح غريغوري، خلال هذا الوقت أرسل لها البابا خطابا ينصحها بإتباع ضميرها لتصحيح الأخطاء وأيضا إقناع بحكم باعتدال.
في 4 أغسطس 1060 توفى زوجها وتولى ابنها البكر فيليب الحكم منفرداً وكان ذو سبعة أعوام بذلك أصبحت الوصية عليها بجوار بالدوين الخامس، كونت فلاندرز، على الرغم من أنها كانت لها دور فعال في الحكومة في 1060 إلا أن دور بدأ في تتضال في 1061 وخاصة بعد زواجها المثير للجدل من الكونت رالف الرابع من فالوا الذي كان قريب الملك وأيضا بسبب أنه ما زال متزوجاً آنذاك من امرأة من العامة وأيضا تعرض للحرمان الكنسي بسبب هذه التجاوزات، ربما مستشارو الملك شجعه على الابتعاد عن والدته، لأنهم لم يثقوا في نفوذ رالف، ومع ذلك توفي 1074 تاركاً آن أرملةً مرة أُخرى.
توفيت الملكة الأرملة آن في 1077 لم يذكر تاريخ الوفاة بضبط، يعتقد أنه في 5 سبتمبر، في القرن العشرين أصبحت آن رمزاً للقومية الأوكرانية.

## وصلات خارجية
- (بالإنجليزية) Anna of Kyiv, Queen of France
- Anna Yaroslavna